# Kōyasan chōishi-michi
Kōyasan chōishi-michi (高野山町石道?) è una via di pellegrinaggio nella penisola di Kii nella regione Kansai in Giappone. Inizia nel tempio Jison-in nella città di Kudoyama sulla riva sud del fiume Kinokawa e, dopo 24 chilometri, giunge sul monte Kōya, al tempio Kongōbu-ji, la sede ecclesiastica della setta Kōyasan del Buddhismo Shingon nella città di Kōya. La via è monumento nazionale e fa parte del patrimonio dell'umanità dell'UNESCO sotto la denominazione Siti sacri e vie di pellegrinaggio nella catena montuosa di Kii. L'area fa anche parte del parco prefetturale Kōyasan Chōishi-michi Tamagawa (高野山町石道玉川峡県立自然公園?).

## Via
Si dice che il Kōyasan chōishi-michi sia il percorso creato da Kūkai quando fondò per la prima volta il tempio Kongōbu-ji nell'819. Il nome del percorso deriva da una serie di pali guida in pietra a forma di stupa alti tre metri, posti a distanze di un chō l'uno dall'altro, ovvero ogni 109 metri circa. Sono stati posizionati un totale di 216 di questi pali guida in pietra. Di questi, 180 erano sul percorso di 22 chilometri da Jison-in al Danjō Garan, e altri 36 furono eretti negli altri quattro chilometri fino al mausoleo di Kūkai nell'Okunoin. Inoltre, ci sono quattro marcatori aggiuntivi, uno ogni 36 chō (corrispondenti a un ri).

## Storia
I pali guida erano originariamente in legno e dovevano essere sostituiti frequentemente a causa dell'esposizione alle intemperie. Durante il periodo Kamakura, un sacerdote del monte Kōya ottenne delle donazioni dalla Famiglia imperiale e da un certo numero di importanti signori della guerra, e iniziò a sostituire questi segnali di legno con stupa di granito a cinque livelli per un periodo di 20 anni, completando il progetto nel 1285. Riportano incisi i loro numeri progressivi da Danjō Garan, e la sillaba seme di una delle divinità del maṇḍala Taizōkai, per i primi 180, e del mandala Kongōkai per il resto, insieme al nome del donatore, la data e lo scopo votivo. Dei 216 segnali guida originali, 179 rimangono in situ.

## Galleria d'immagini

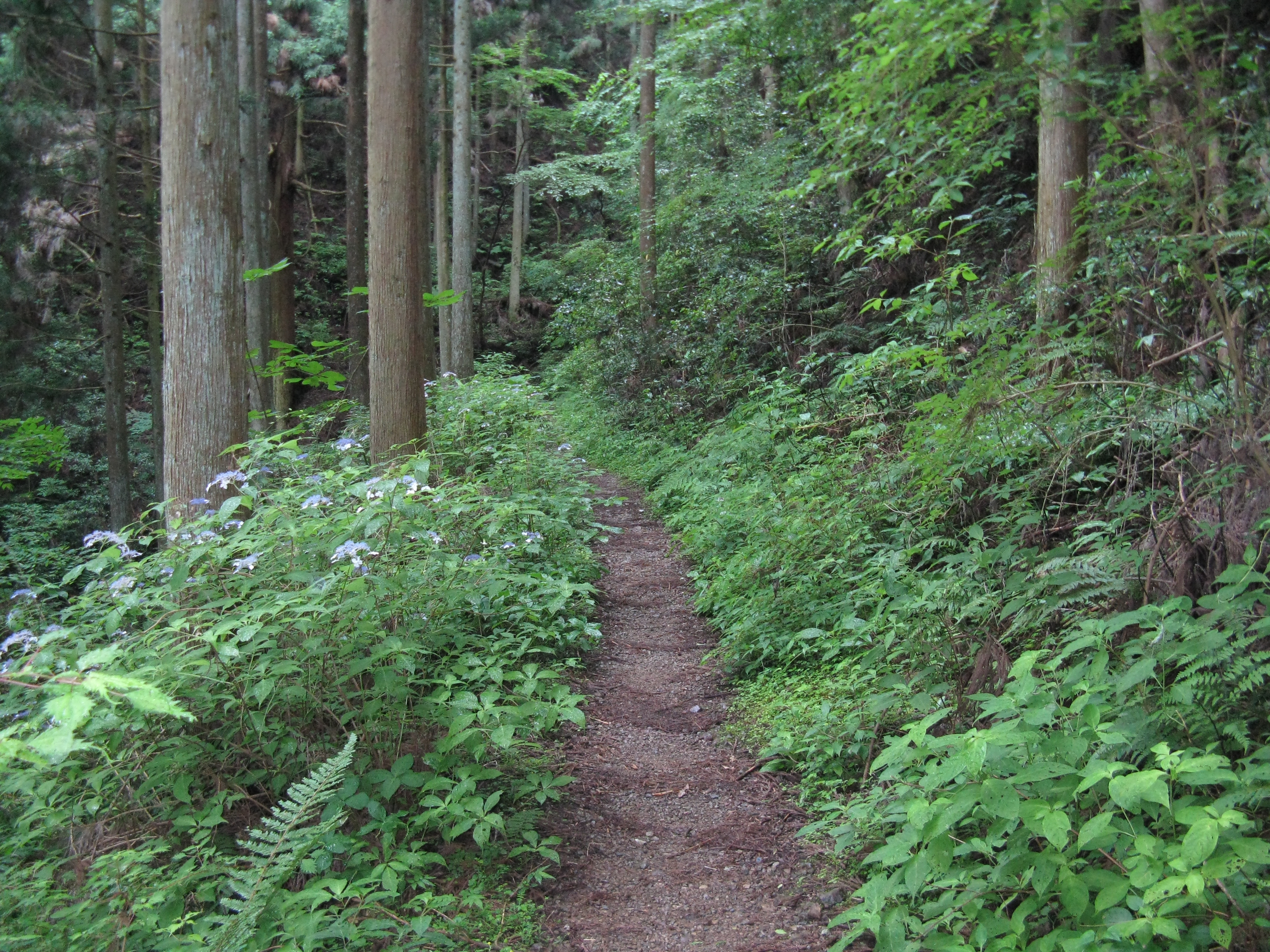
Koyasan choishi-michi
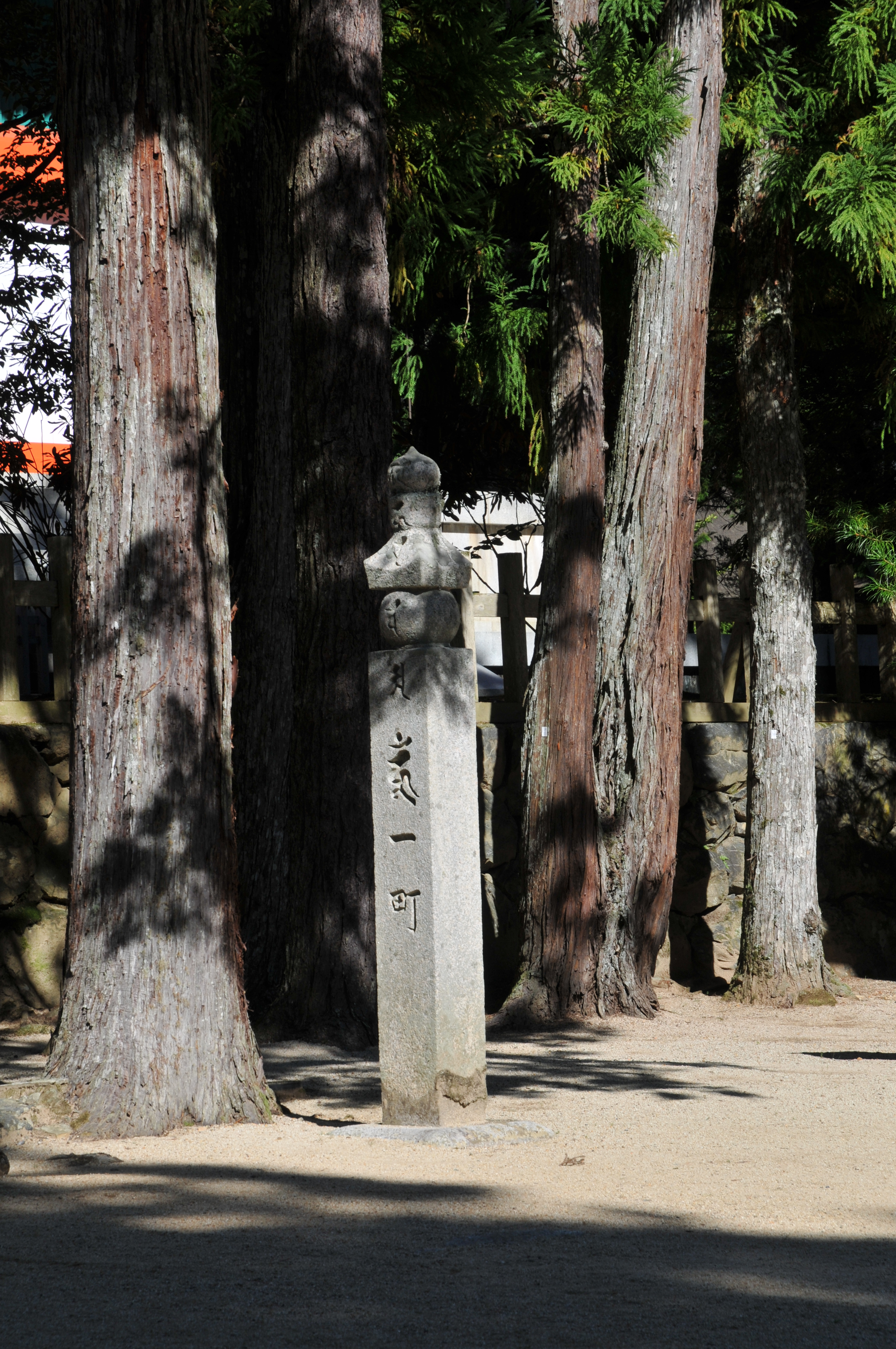
Choishi n.1